# Glen Bain n.º 105
Glen Bain n.º 105 es un municipio rural canadiense situado en la provincia de Saskatchewan.

## Superficie
Glen Bain n.º 105 tiene una superficie de 827,17 km².

## Demografía
En 2021, tenía 195 habitantes, una densidad poblacional de 0,2 hab./km², y 96 viviendas.